# Павяк

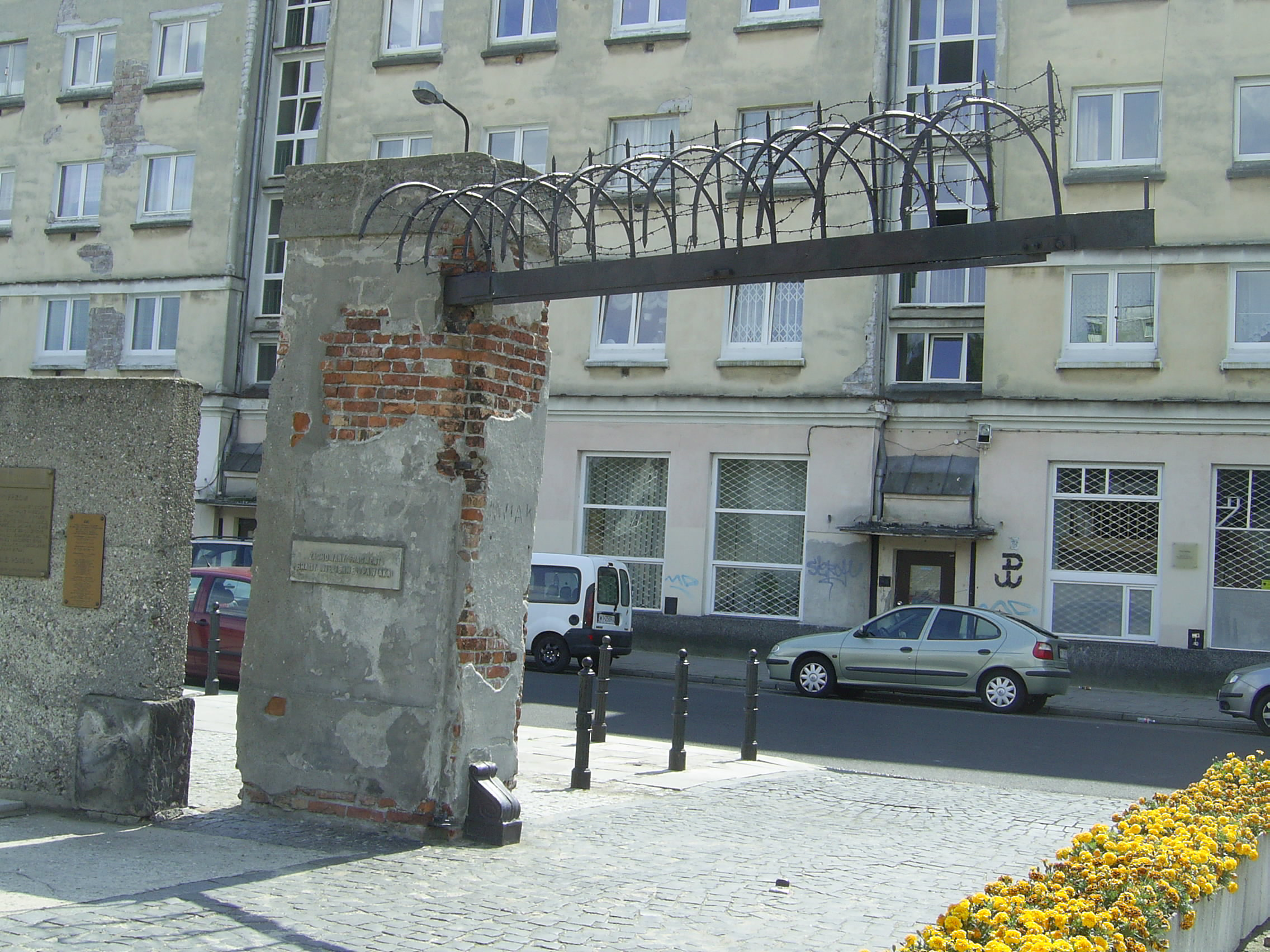
Уцелевший фрагмент ворот тюрьмы «Павяк»

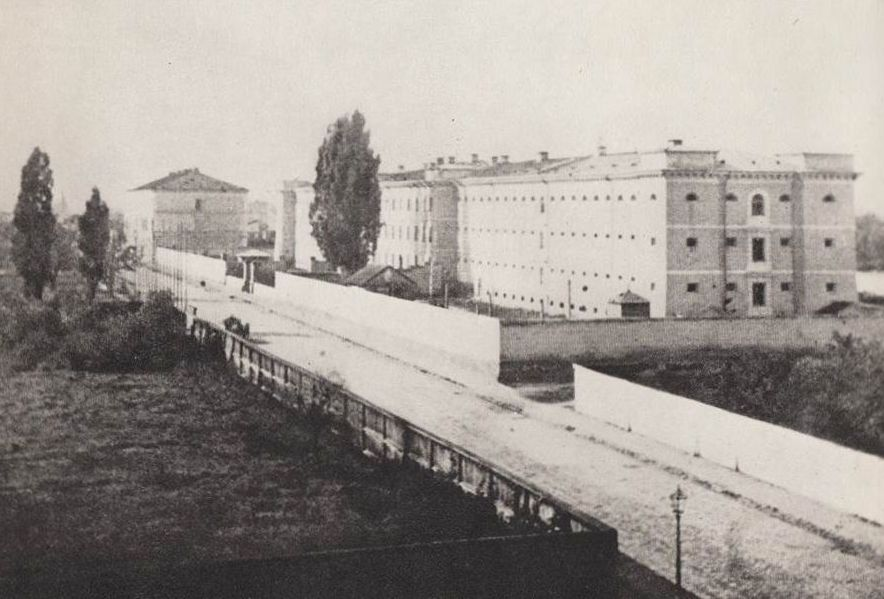
Павяк в 1864 году

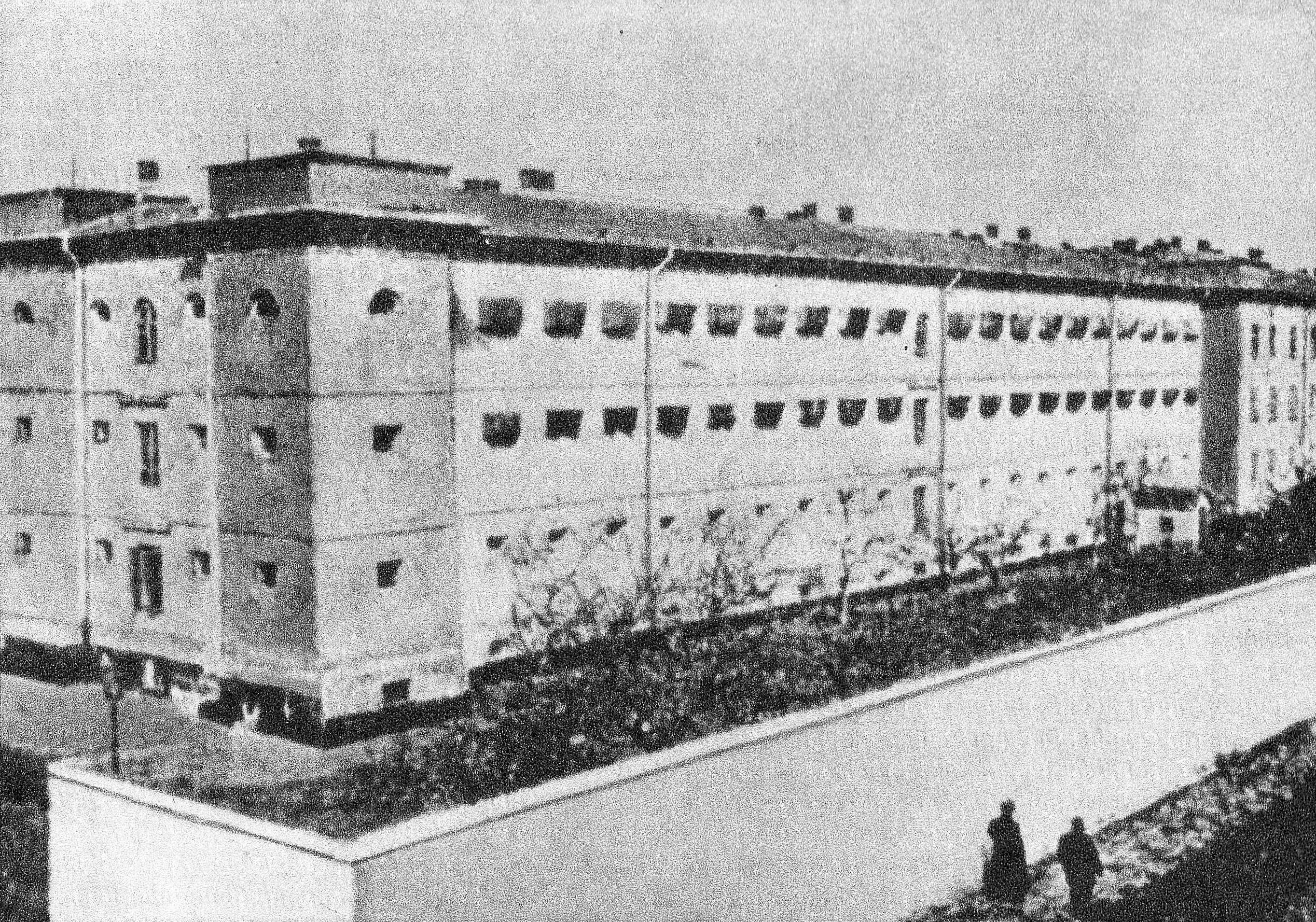
Павяк, начало XX века

Па́вяк  — название несуществующей сегодня тюрьмы в Варшаве, Польша. Павяк был построен в 1829—1835 гг. по проекту архитектора Генрика Маркони. Частью Павяка была также женская тюрьма, находившаяся в отдельном здании и носившая название «Сербия», которая в годы русско-турецкой войны 1877—1878 гг. использовалась в качестве госпиталя. С 1965 года по настоящее время Павяк является музеем под названием «Мавзолей-Музей Павяка».

## История

### До 1939 года
Павяк был построен в 1825—1835 гг. вскоре после возникновения Царства Польского и сначала использовался российскими властями в качестве обычной уголовной тюрьмы, а затем — после Польского восстания 1863 года для заключения повстанцев. Во время российских революций 1905—1907 гг. Павяк был главной тюрьмой в Царстве Польском для политических участников революций.
До 1918 года главной политической тюрьмой, находившейся в Варшаве, была Варшавская Цитадель. В Павяк направлялись заключённые, которым не хватало места для заключения в Варшавской цитадели или полицейской тюрьме, которая располагалась в ратуше старого города. Павяк предназначался для следственного процесса над уголовными и политическими арестантами и состоял из двух отделов: мужского и женского. После обретения Польшей независимости в 1918 году Павяк продолжил исполнять свои тюремные функции; в нём содержались как политические так и уголовные арестанты.

### Вторая мировая война
Во время оккупации Польши немецкими войсками 1939—1944 гг. Павяк был главным тюремным центром Генерал-губернаторства. Через Павяк за это время прошло около 100 тысяч заключённых мужчин и 20 тысяч женщин. Большую часть заключённых, содержавшихся в тюрьме в те годы, составляли мужчины возраста 25 — 50 лет и молодёжь 15 — 20 лет. В тюрьме в это время родилось 50 детей. Упоминается даже полуторагодовалый младенец, взятый немецкими властями в качестве заложника.

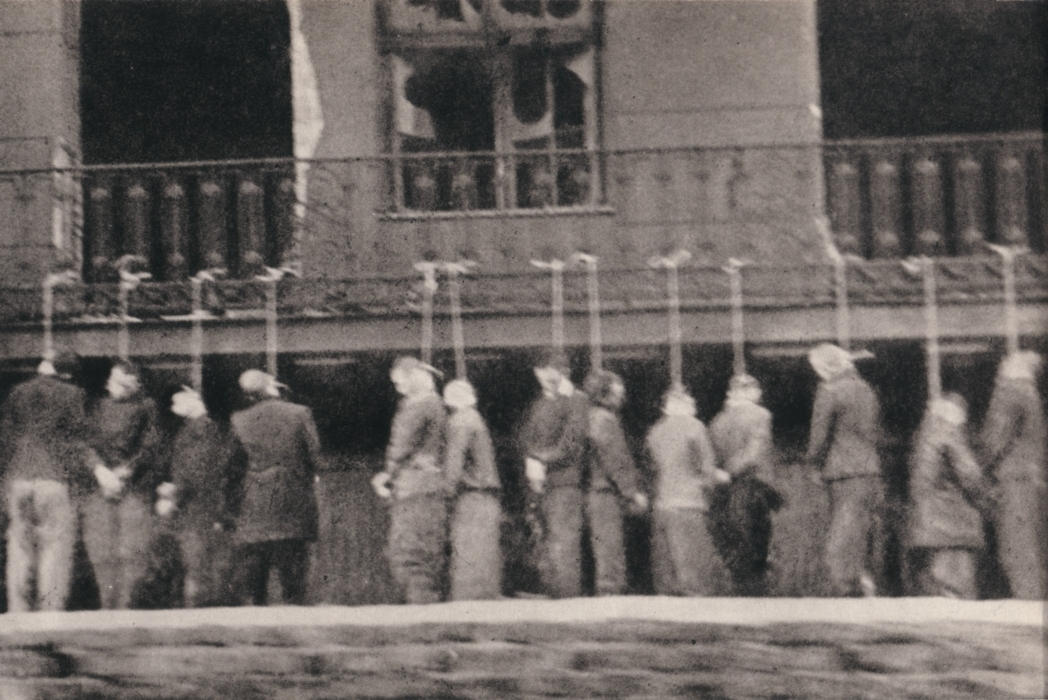
Казнь узников тюрьмы «Павяк», Варшава, 11.02.1944 г.

Первый транспорт заключённых был доставлен в Павяк 2 октября 1939 года и был размещён в тюрьме «Сербия» и в той части главного корпуса, который уцелел после немецких бомбардировок Варшавы в сентябре 1939 года. Немецкие оккупационные власти содержали в Павяке жертв облав, членов движения сопротивления и политических заключённых. В 1940 году, при образовании Варшавского гетто, Павяк был включён в его территорию. Около 60 тысяч заключённых после своего заключения в Павяке были переправлены впоследствии в концентрационные лагеря и на принудительные работы. 37 тысяч заключённых было расстреляно или казнено иным способом.
16 октября 1942 года состоялась одна из крупнейших массовых казней, когда были убиты 50 человек.

### После Второй мировой войны

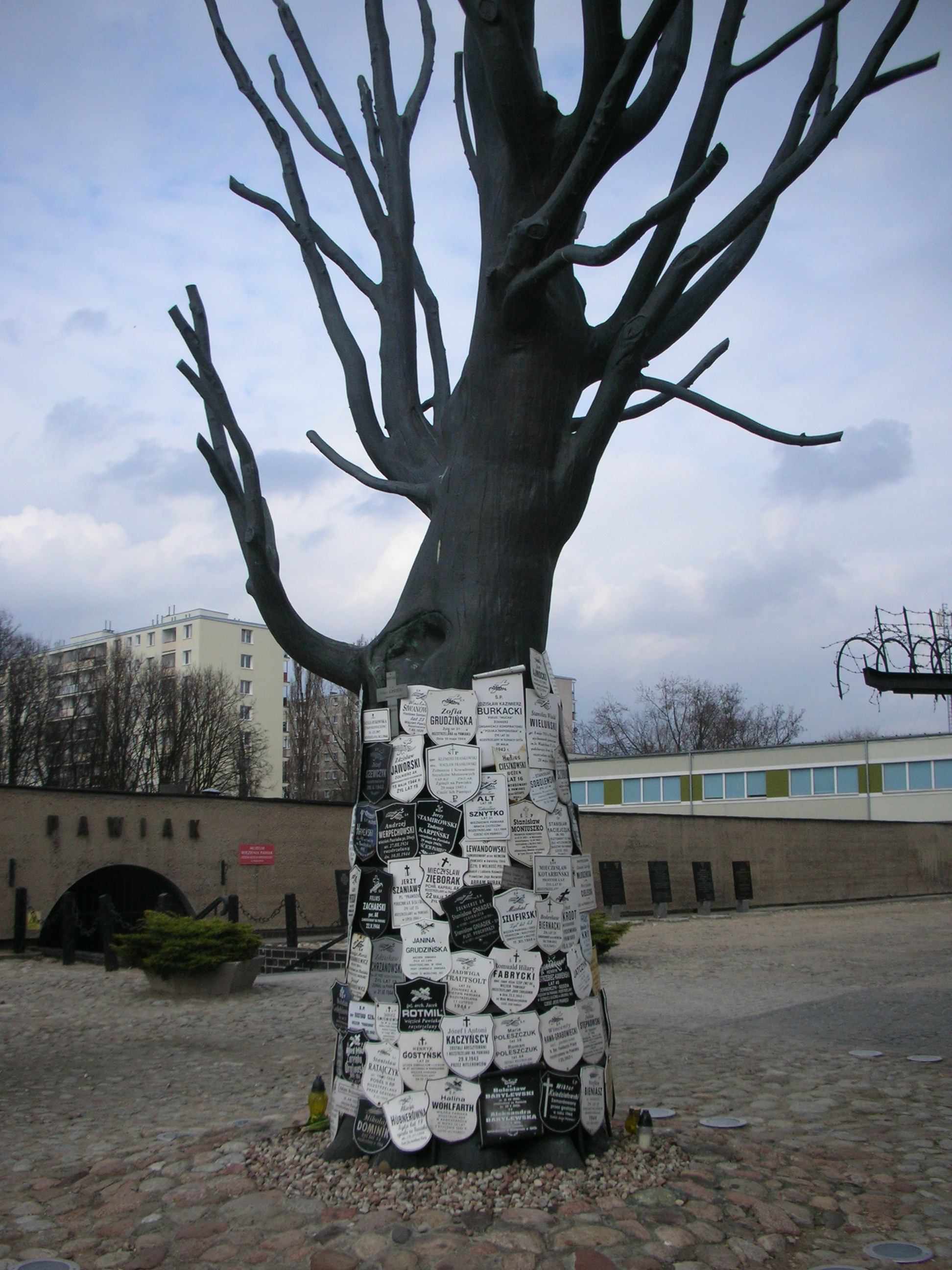
Дерево-памятник

При отступлении немецких войск из Варшавы в 1944 году Павяк был почти полностью разрушен. В настоящее время остались только некоторые фрагменты этой тюрьмы. Уцелела часть стен и ворот, а также вяз, находившийся внутри тюрьмы. На этом вязе родственниками погибших заключённых в Павяке были укреплены таблички с их именами. В настоящее время на территории бывшей тюрьмы Павяк находится мемориальный музей, являющийся частью Музея независимости.

## Галерея

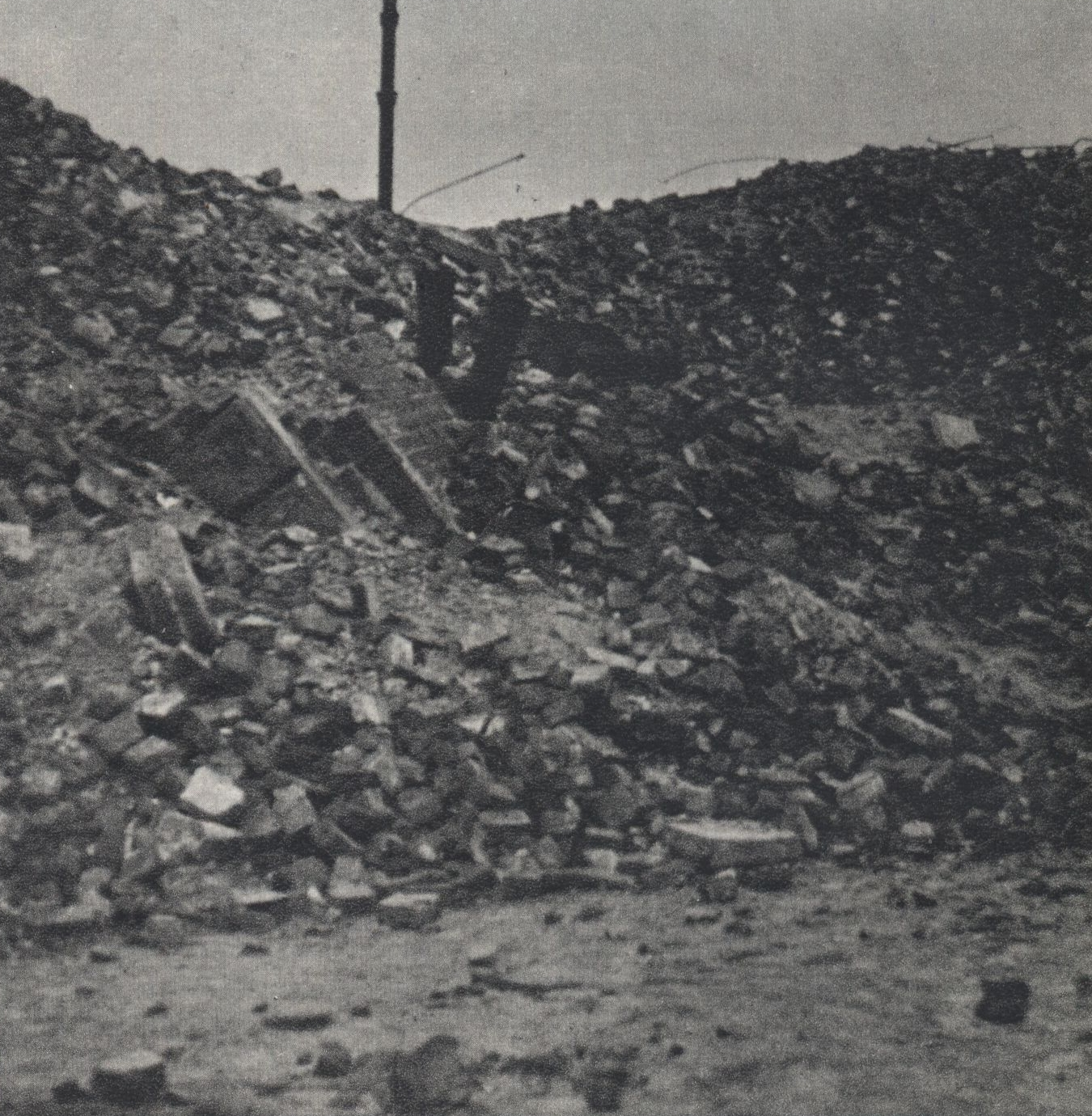
Руины улицы Дзельной, 27; расположена недалеко от Павяка; место расстрела поляков и евреев немцами
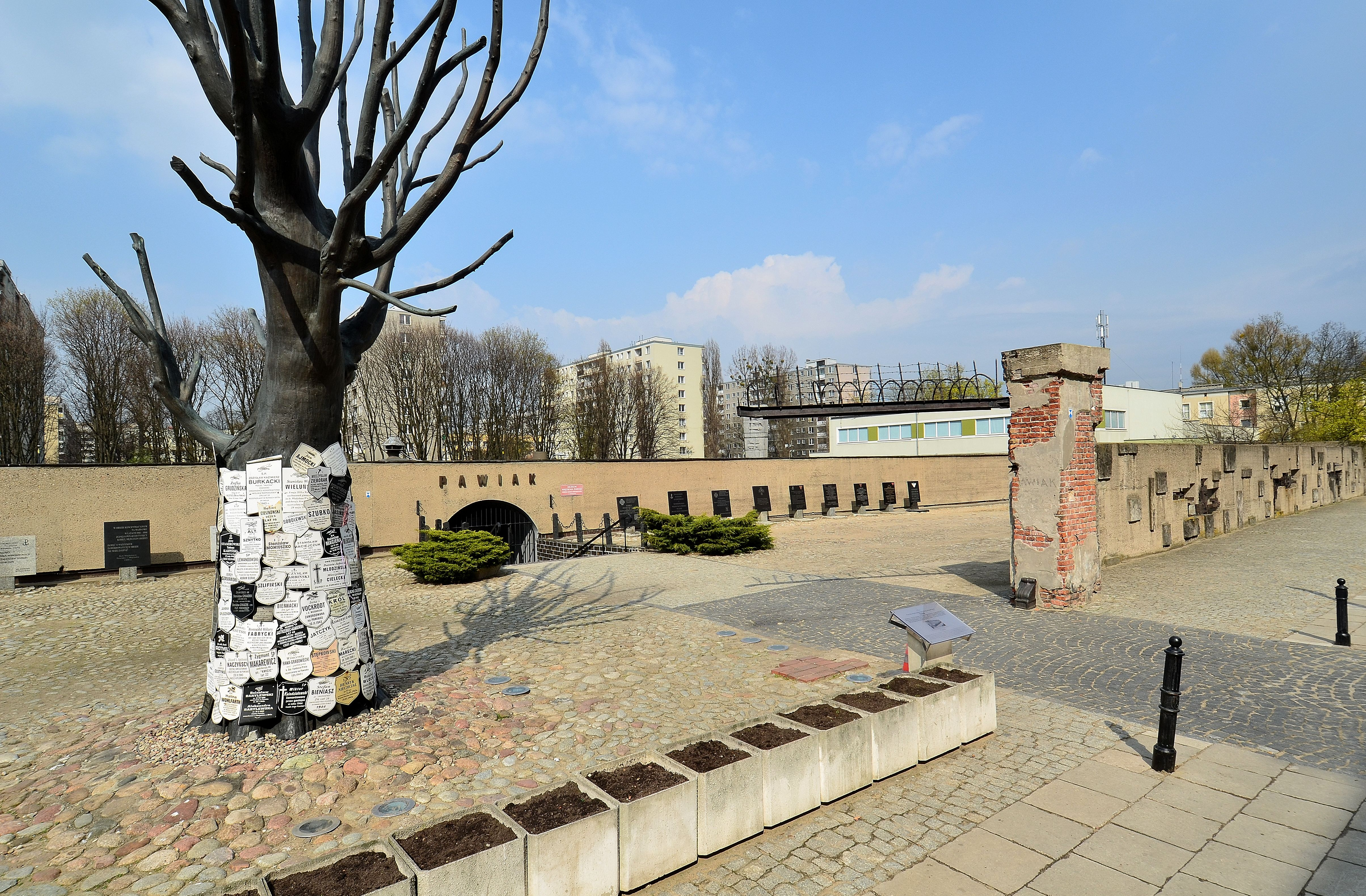
Место Павяка
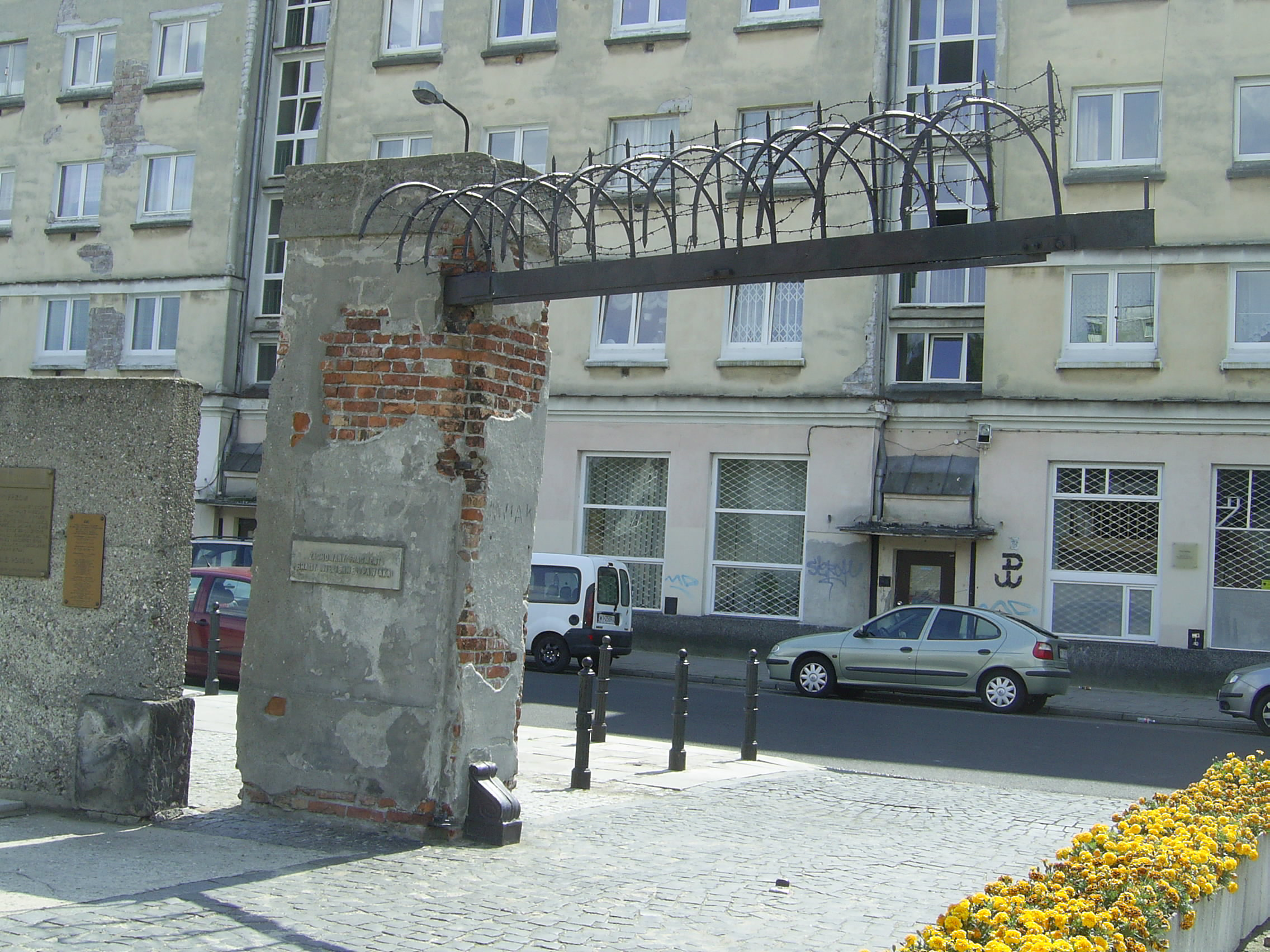
Руины ворот Павяка
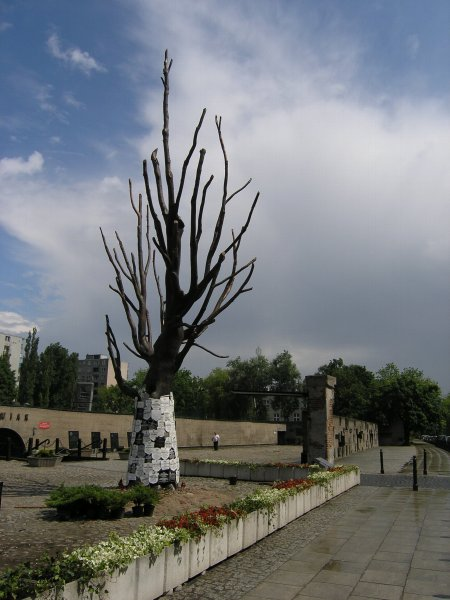
Мемориальное дерево

## Источник
- Regina Domańska, Anna Dymek, Helena Wiórkiewicz: Pawiak. Warszawa: Muzeum Więzienia Pawiak, 1975.